# Милинкевич, Александр Владимирович
Алекса́ндр Влади́мирович Милинке́вич (бел. Алякса́ндр Уладзі́міравіч Мілінке́віч; род. 25 июля 1947, Гродно, Белорусская ССР) — белорусский политический и общественный деятель, руководитель программ Фонда содействия локальному развитию, кандидат в Президенты Беларуси на выборах 2006 года. Кандидат физико-математических наук (1976).

## Биография
Родился в Гродно в семье заслуженного учителя БССР. Отец — Владимир Иванович Баран, мать Мария Александровна Милинкевич. В шестнадцатилетнем возрасте сменил фамилию Баран на Милинкевич. Его прадед и прапрадед участвовали в восстании 1863—1864 гг. и были за это репрессированы царскими властями. Дед Милинкевича был активистом белорусского движения на Гродненщине в 1920-х гг.
В 1965 году Милинкевич с отличием окончил школу, в 1969 — физико-математический факультет Гродненского педагогического института. Работал школьным учителем в Гродно. После окончания аспирантуры Института физики АН БССР в 1972 году, работал младшим научным сотрудником.
В 1976 году защищает диссертацию по теме «Механизм генерации сверхмощных лазерных импульсов» и возвращается в Гродно, где работает инженером и преподаёт в педагогическом институте. С 1978 по 2000 год — доцент физического факультета Гродненского университета. С 1980 по 1984 год — заведующий кафедрой физики в Сетифском университете (Алжир). Во время распада СССР Милинкевич работал в Гродненском городском исполнительном комитете.
В более поздние годы Александр Милинкевич стажировался в университете Монпелье (Франция) и Калифорнийском университете (США), Польше по проблемам местного самоуправления, государственного строительства экономических реформ и прав человека, изучал современные методы образования в Великобритании и опыт развития спорта в Канаде.
Прошёл курс обучения высших управленческих кадров в Европейском центре проблем безопасности (Германия). Стажировался в учреждениях Европейского союза по вопросам функционирования и расширения (Бельгия, Нидерланды, Франция). Выступал с аналитическими докладами в Европарламенте и Еврокомиссии.
Его кандидатура в 2015 году рассматривалась на должность ректора Европейского гуманитарного университета. На выборах ректора А. Милинкевич уступил американцу Д. Поллику, после чего заявил, что университет «больше не будет служить Беларуси».
Автор 65 научных работ и монографий по квантовой электронике, лазерной технике, а также по истории, культуре, образованию, архитектуре Белоруссии.
Кроме родного белорусского, свободно владеет также русским и тремя иностранными языками (английским, французским и польским).

## Государственная служба и политическая деятельность
В 1990—1996 гг. Александр Милинкевич занимал пост заместителя председателя Гродненского горисполкома, где занимался вопросами образования, культуры, здравоохранения, молодёжи, спорта, СМИ, религии, международных отношений и охраны исторического наследия.
В 2001 году — руководитель предвыборной кампании кандидата в президенты Белоруссии Семёна Домаша.
Осенью 2004 года А. Милинкевич был кандидатом на выборах в Палату представителей в одном из округов Гродненской области — проиграл одному из помощников Александра Лукашенко.
В октябре 2005 года Александр Милинкевич стал единым кандидатом от демократической оппозиции на президентских выборах 2006 года. Собрал более 250 тысяч подписей избирателей, и на выборах, по данным Центризбиркома, набрал 6,12 процента избирателей или же 405 486 голосов, таким образом Милинкевич проиграл выборы действующему главе государства Александру Лукашенко. Наблюдатели и организации стран Западной Европы, отметили, что в ходе голосования власти допускали массовые фальсификации и нарушали закон. Был одним из организаторов «Васильковой революции». 26 апреля 2006 года после митинга, посвященного памяти жертв Чернобыльской трагедии, Александр Милинкевич был арестован на 15 суток (официальная формулировка причины ареста: за организацию несанкционированных акций протеста против официальных результатов выборов и политики властей в деле ликвидации последствий катастрофы на ЧАЭС).
В интервью, данном им в январе 2008, Милинкевич заявил о своём желании баллотироваться на следующих президентских выборах в 2010 и сообщил, что его рейтинг составляет 9,8 %.
На закрытых опросах проведенных до выборов 2010 с июня по сентябрь рейтинг Милинкевича составил от 9,9 до 12,1 % но, на открытых опросах процент ниже в 2 раза, от 5,4 до 6,2 %.
Перед выборами 2010 года заявил о своем намерении вновь выдвинуться кандидатом в президенты, но затем снял свою кандидатуру и поддержал Григория Костусёва, Юрия Глушакова и Алексея Михалевича Милинкевич вступил в инициативную группу каждого из них, причиной отказа от участия в выборах было названо отсутствие единства в оппозиции, а также несовершенство избирательного законодательства, не позволяющее провести свободные и справедливые выборы.
В 2012 году А. Милинкевичу было отказано в регистрации кандидатом в депутаты Палаты представителей Национального собрания РБ.
В 2014 году сообщил о своем возможном участии в президентских выборах-2015, хотя ранее заявлял о том, что на выборы должен пойти молодой политик.
2 апреля 2015 года официально отказался от участия в выборах и от поддержки кого-либо из кандидатов.

## Общественная деятельность
Александр Милинкевич — краевед и историк. На протяжении 10 лет был автором и ведущим исторической передачи на гродненском телевидении. Занимался восстановлением гродненских башенных часов — одних из самых старых в Европе (XV—XVI век).
Инициатор поисков и изучения остатков захоронения последнего короля Речи Посполитой Станислава Августа Понятовского.
С 1996 года — глава гродненского общественного объединения «Ратуша», которое было ликвидировано в 2003 году.
Член Международной федерации журналистов.
В 1968—1969 гг. Милинкевич был чемпионом БССР по баскетболу. В 1996—1997 гг. президент баскетбольного клуба «Гродно-93» — многократного чемпиона страны.
С 2003 года — руководитель программ Фонда содействия локальному развитию.
В 2006—2016 был лидером движения «За свободу». В качестве лидера Движения «За Свободу» являлся организатором ежегодной премии «За свободу мысли» им. Василя Быкова.
В 2017 году вместе со Светланой Алексиевич и другими известными людьми зарегистрировал в Варшаве фонд «Вольны беларускі ўніверсітэт» («Свободный белорусский университет»), канцлером которого является. По состоянию на август 2019 г. учебные программы фонда не действовали.

## Звания и награды
- Нагрудный знак «За заслуги перед польской культурой».
- Лауреат Международной премии Независимого фонда «PolCul» (Австралия).
- 26 октября 2006 года награждён премией имени Сахарова «За свободу мысли». Премия была учреждена Европарламентом в 1988 году и присуждается ежегодно за «достижения в деле защиты прав человека и его основных свобод, а также за уважение международного законодательства и развитие демократии».
- В 2018 году был удостоен медали Рады БНР в честь 100-летия Белорусской народной республики[13].

## Семья
Женат, имеет двух сыновей и внучку.

## Критика
- Сергей Гайдукевич в ходе онлайн-конференции на сайте радио «Свобода» 10 января 2006 года заявил, что претендент на пост президента от объединённой демократической оппозиции Александр Милинкевич «очень слаб и неизвестен, он — аутсайдер» избирательной гонки. По его мнению, единый претендент — «виртуальный проект, избранный теми, кто делал коммуниста Гончарика в 2001 году». «Есть несколько небольших партий, председатели которых продают идеологию своих партий, боятся идти на выборы и вообще не могут этого сделать. Назначают беспартийного, неизвестного человека, чтобы ни за что не отвечать, — и так на протяжении последних многих лет. Если бы я был президентом, то платил бы такой оппозиции, чтобы она была». «Лидеров не избирают, ими становятся», — заявил Гайдукевич[14].